# Skeggöx

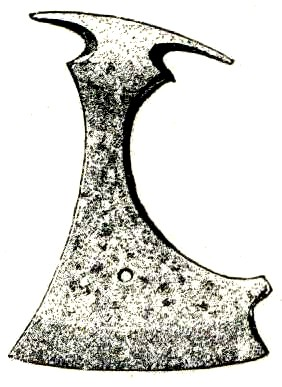
Un skeggöx encontrado en la isla de Gotland.

El skeggöx (del nórdico antiguo skegg, barba + öx, hacha) era uno de los varios tipos de hacha de guerra utilizados por los vikingos aunque, a la vista de otros ejemplos que abundaban en la Alta Edad Media, se considera incierto que fuera exclusivo de la cultura nórdica. No obstante era, desde el siglo VIII, una de sus armas preferidas, junto con el breiðöx (hacha ancha), introducido alrededor del siglo X. Otros tipos de hacha de guerra vikinga incluían el bryntröll y el snaghyrnd öx, mencionados en las sagas. Su nombre viene dado por la forma de la parte inferior de la cabeza del hacha, la "barba", que estaba diseñada para funcionar como una especie de gancho. Así, es utilizado para subir por la estacada del enemigo tanto por Þrándr, en la saga Eyrbyggja, como por Þórir, en la Saga Gull-Þóris.
El skeggöx era un arma de mango corto, posiblemente para ser usada con una mano. En la saga de Egil Skallagrímson, un joven Egil de siete años comete su primer homicidio con el skeggöx de su amigo Thórd Granason.
Un skeggöx conocido se encuentra depositado en el British Museum, conocido como Hacha de Petersen tipo B, fue encontrado en el Támesis, cerca de Whitehall. Pudo ser habitual la pérdida de armamento durante los siglos IX y X que acababan en el fondo del río tras un enfrentamiento armado. Una teoría es que fueran parte del armamento de los vikingos de Olaf Tryggvason durante su ataque a Londres en 1014, aunque la cantidad de piezas encontradas hasta la fecha (siete por lo menos) hace que cada vez tome más fuerza la teoría de que fueran lanzados al río como parte de un ritual religioso.

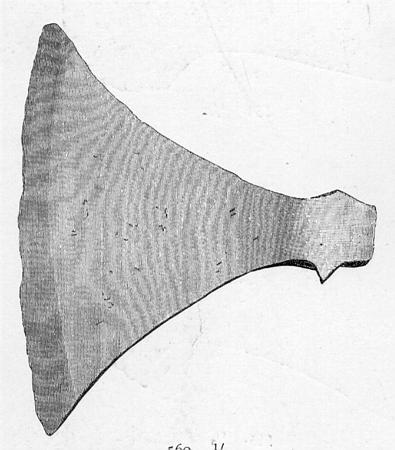
Breiðöx.
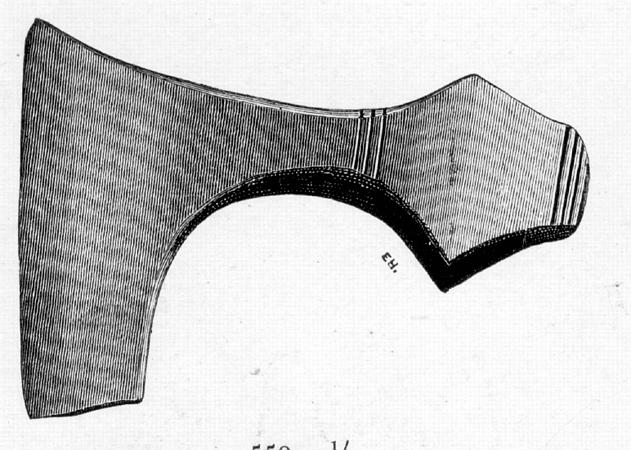
Skeggöx.